# Tunelový jev
Tunelový jev (též kvantové tunelování) je kvantový jev známý z kvantové mechaniky, při němž částice porušuje principy klasické fyziky tím, že prochází potenciálovou bariérou, která je vyšší než energie částice.
Pokud je energie částice menší než výška bariéry, pak by se podle klasické mechaniky měla částice od takové bariéry odrazit zpět. Klasická mechanika neumožňuje průchod takové částice skrz bariéru. Kvantová mechanika však částici umožňuje, aby s určitou pravděpodobností prošla skrz potenciálovou bariéru (odtud také pochází označení tunelování).

## Historie
Klasický tunelový jev, využívající evanescentní vlny pole, byl znám z Maxwellových rovnic již v 19. století. V optickém případě potenciál reprezentuje index lomu prostředí a jev je využíván v optických hranolech či vláknech. Přestože by mělo na rozhraní s prostředím s jiným indexem lomu („potenciálová bariéra“) dojít k totálnímu odrazu, dochází k průniku světla. Jde o matematicky ekvivalentní popis k pozdějšímu kvantovému popisu tunelování.
Pomocí kvantového tunelování objasnil George Gamow v roce 1928 alfa rozpad atomových jader. Z klasického hlediska jsou částice udržovány v jádře proto, že opuštění jádra vyžaduje překonání velmi vysoké potenciálové bariéry a částice by tedy k opuštění jádra (jeho rozpadu) musely mít velmi velkou energii. Z hlediska klasické fyziky je tedy k rozdělení takového systému (jádra) potřeba velmi velké množství energie. V kvantové mechanice však existuje určitá pravděpodobnost, že se částice protuneluje skrz potenciálovou bariéru a unikne z jádra. Gamow vytvořil model potenciálu jádra a určil vztah mezi poločasem rozpadu a energií částic při vyzáření.
Max Born rozpoznal, že kvantové tunelování není jev související pouze s jadernou fyzikou, ale že se jedná o obecný jev vyplývající z kvantové mechaniky, jehož projevy lze nalézt u různých systémů. S kvantovým tunelováním se dnes lze setkat např. v kosmologii, v polovodičích (např. tunelová dioda) nebo v řádkovacím tunelovém mikroskopu.

## Charakteristika
Doba, kterou potřebuje elektron k tunelovému jevu v atomu byla změřena, je menší než jedna femtosekunda.

## Nadbariérový jev
Naopak oproti tunelovému jevu může dojít k nadbariérovému jevu (odrazu). V takovémto případě dojde k tomu, že i když má částice dostatečnou energii k překonání potenciálové bariéry, tak ji nepřekoná a „odrazí“ se od ní.